# Chartres Challenger
Lo Chartres Challenger è stato un torneo professionistico di tennis giocato su campi in terra rossa. Faceva parte dell'ATP Challenger Series. L'unica edizione si è disputata a Chartres in Francia.

## Albo d'oro

### Singolare
| Anno | Campione        | Finalista    | Punteggio       |
| ---- | --------------- | ------------ | --------------- |
| 1986 | Claudio Panatta | Víctor Pecci | 6–3, 2–1 ritiro |

### Doppio
| Anno | Campioni                      | Finalisti                  | Punteggio |
| ---- | ----------------------------- | -------------------------- | --------- |
| 1986 | Javier Frana Gustavo Guerrero | Gilad Bloom Carl-Uwe Steeb | 6–1, 6–0  |